# کلت علیا
کلت علیا، روستایی است از توابع بخش قطور و در شهرستان خوی استان آذربایجان غربی ایران.

## جمعیت
این روستا در دهستان قطور قرار داشته و بر اساس سرشماری سال ۱۳۸۵ جمعیت آن ۲۹۲ نفر (۵۰ خانوار)
بوده‌است.